# Tullio Oldani
Tullio Oldani (Marcallo con Casone, 30 ottobre 1939 – dicembre 2008) è stato un calciatore e allenatore di calcio italiano, di ruolo ala destra.

## Carriera
Con l'Alessandria ha disputato dal 1958 al 1968 dieci campionati, due di Serie A (32 presenze e 5 reti in massima serie), sette di Serie B (146 presenze e 21 reti complessive fra i cadetti) e uno di Serie C.
Cessata l'attività agonistica, ha intrapreso quella di allenatore nelle serie minori, guidando anche il settore giovanile della Marcallese, squadra del suo paese natale.